# Троїцька церква (Браїлівка)
Троїцька церква (також Святодухівська церква або Церква Святого Духа) — церква в селі Браїлівка Онуфріївського району Кіровоградської області, збудована в 1806—1811 роках. Має статус пам'ятки архітектури місцевого значення.

## Історія

### ХІХ століття
1806 року поміщик Ілля Георгійович Петкович з відокремленого Павлиського приходу виявляє бажання на місці старої дерев'яної церкви в Браїлівці власним коштом збудувати нову, кам'яну. Архієпископ Катеринославський, Херсонський і Таврійський Платон звертається до Синоду з клопотанням дозволити «кам'яну Зішестя Святого Духу церкву». Дозвіл було отримано, й 27 вересня 1806 року церква була закладена, а 13 липня 1811 — освячена.

### ХХ століття
Після Жовтневого перевороту в будівлі храму зробили склад, де зберігалися сільськогосподарське приладдя та запчастини для техніки. З часом споруда почала руйнуватися.
У 1960-х роках склад ліквідували, а будівлю списали.
У 1990-2000-х роках церква потерпала від мисливців за археологічними цінностями, які зруйнували підлогу та вирили посеред церкви глибокі ями.

### ХХІ століття
2004 року в будівлі церкви спалахнула пожежа, внаслідок якої згоріла дерев'яна покрівля, що ще більше прискорило руйнацію.

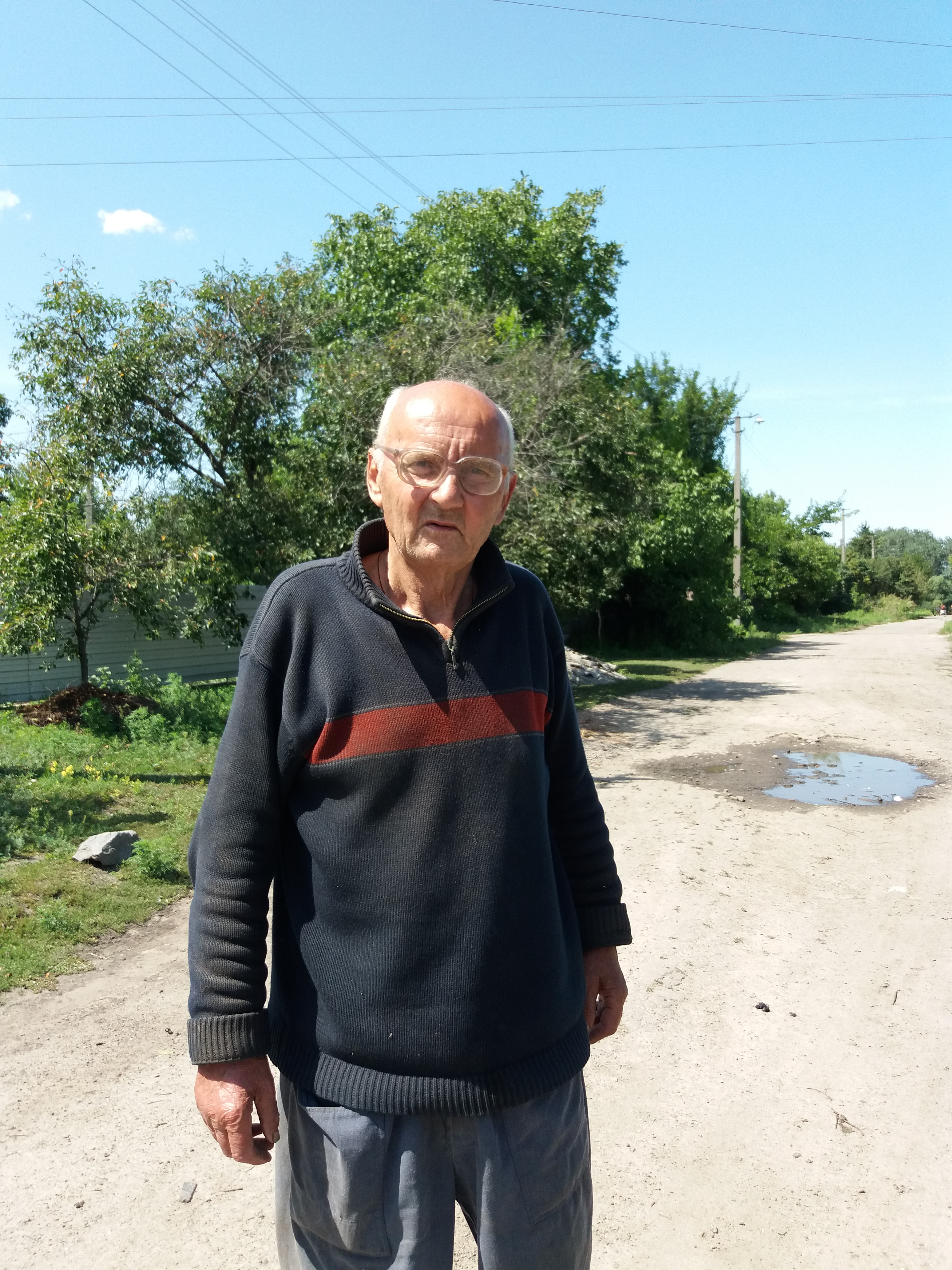
Олександр Іванович Руденко — ініціатор відновлення церкви

До 2010 року будівля була занедбана та майже повністю зруйнована. А в 2010 році місцевий активіст Олександр Іванович Руденко, балотуючись у депутати Павлиської селищної ради від Браїлівки, перший пункт своєї передвиборчої програми присвятив відродженню сільської церкви.
Ставши депутатом, він доклав великих зусиль, щоб довідатися в обласному архіві про історію церкви, адже в павлиському й онуфріївському архівах ці відомості відсутні, зареєстрував сільську релігійну громаду та громадську організацію «Рідний край», налагодив стосунки із тодішнім єпископом Олександрійським і Світловодським Антонієм, домігся приватизації релігійною громадою земельної ділянки, де стоїть храм, та виготовлення проєктно-кошторисної документації, на підставі якої можна проводити подальші реставраційні роботи, залучив меценатів, які допомогли в справі реставрації пам'ятки. Так почалося поступове відродження храму. З 2014 року до справи відновлення почали долучатися мешканці Браїлівки та навколишніх населених пунктів, допомагаючи на будівельних роботах.
Станом на 2019 рік вже очистили територію храму, зробили бетонну підлогу, встановили купол.
Із літа 2011 року у церкві на великі православні свята проводяться молебні. Особливо урочисто тут на другий день Трійці, коли прийнято вшановувати Святого Духа.

## Статус
Троїцька церква є пам'яткою архітектури місцевого значення початку XIX століття й занесена до Переліку пам'яток містобудування, архітектури місцевого значення в Кіровоградській області. 2016 року церкву було включено до туристичних маршрутів Подніпров'я під назвою «Світловодщина — архітектурна перлина» та «Православне Подніпров'я».

## Галерея

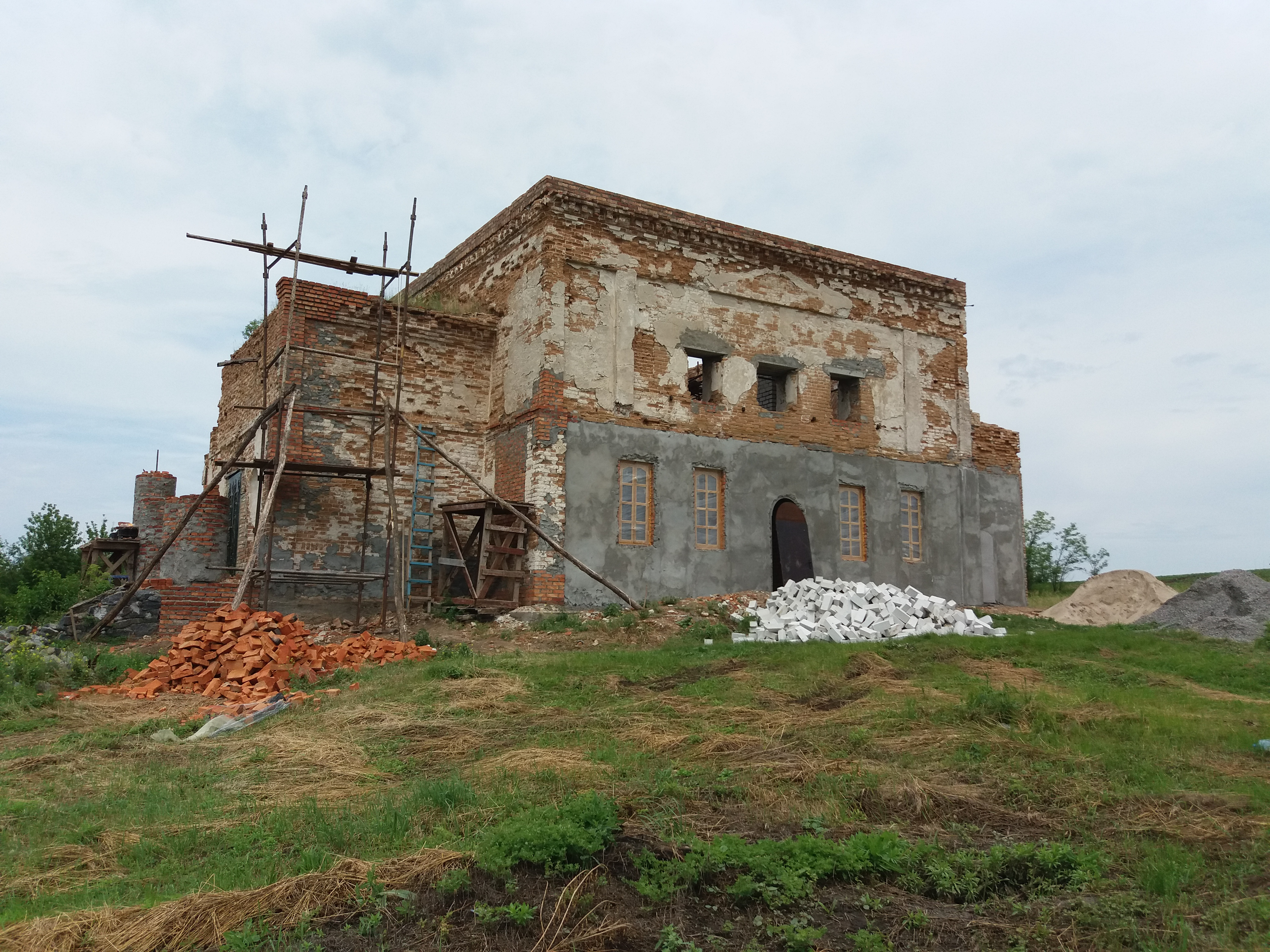
Загальний вигляд церкви (червень 2019)
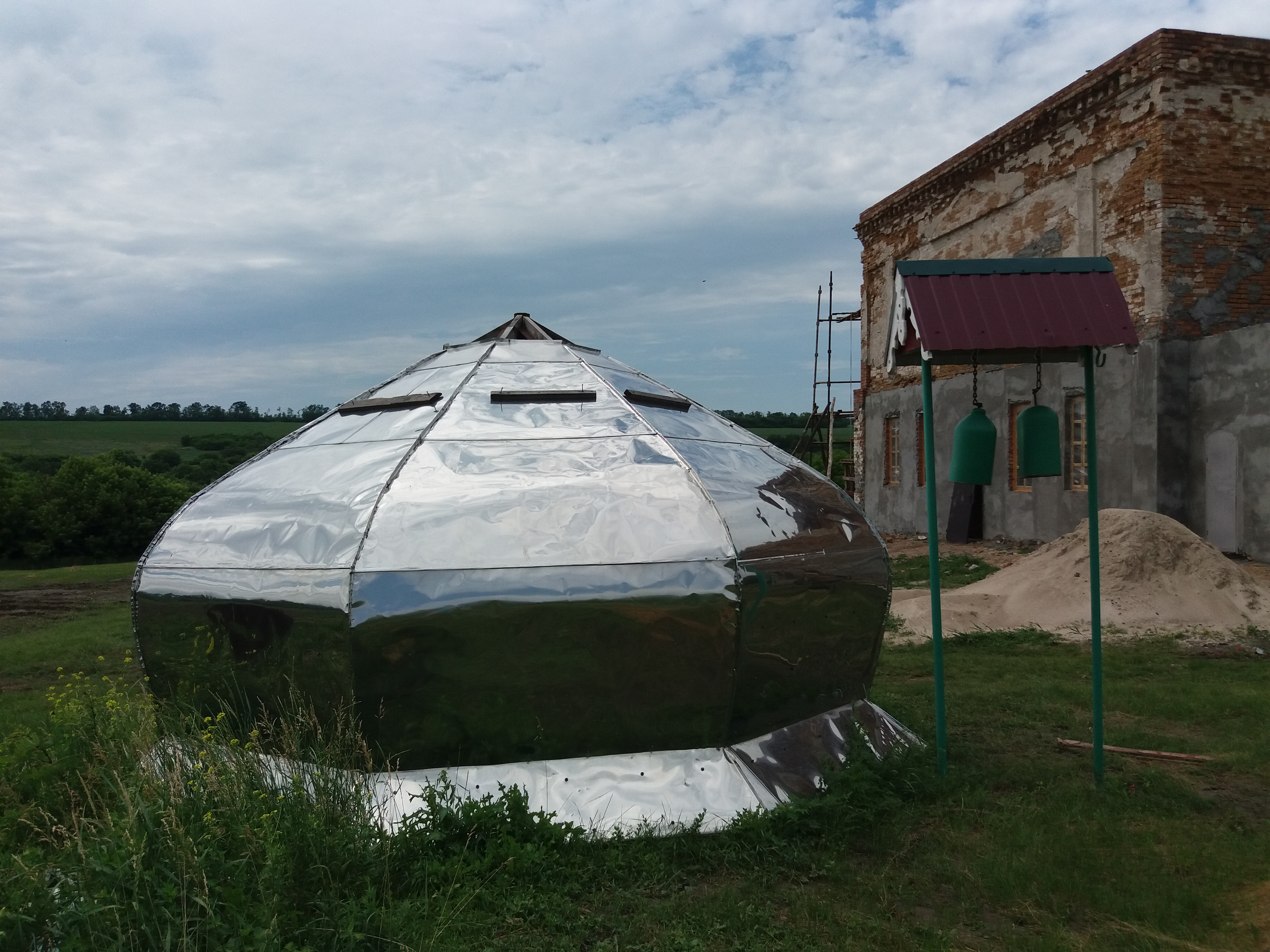
Купол церкви перед встановленням (червень 2019)
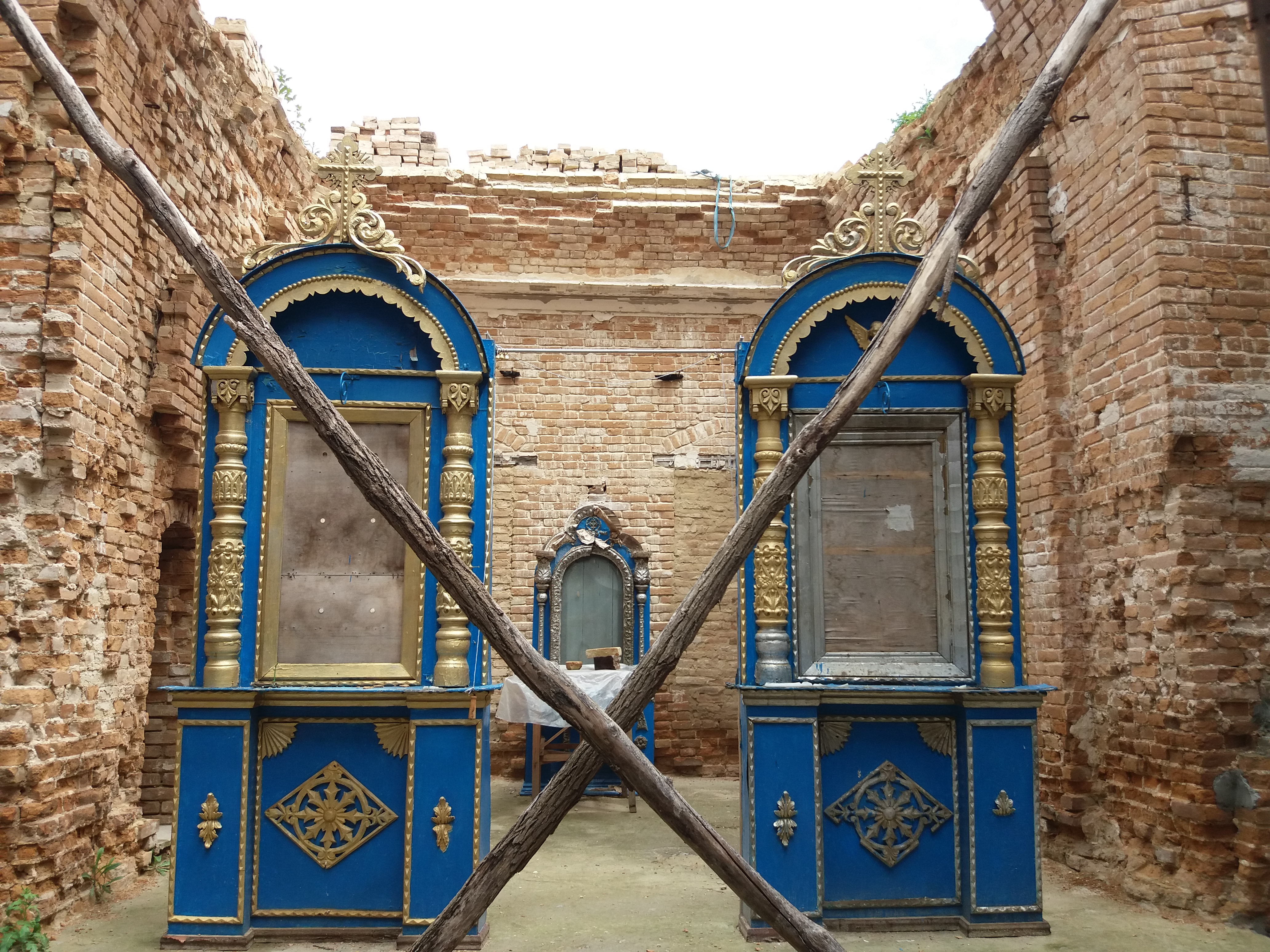
Вівтар (червень 2019)
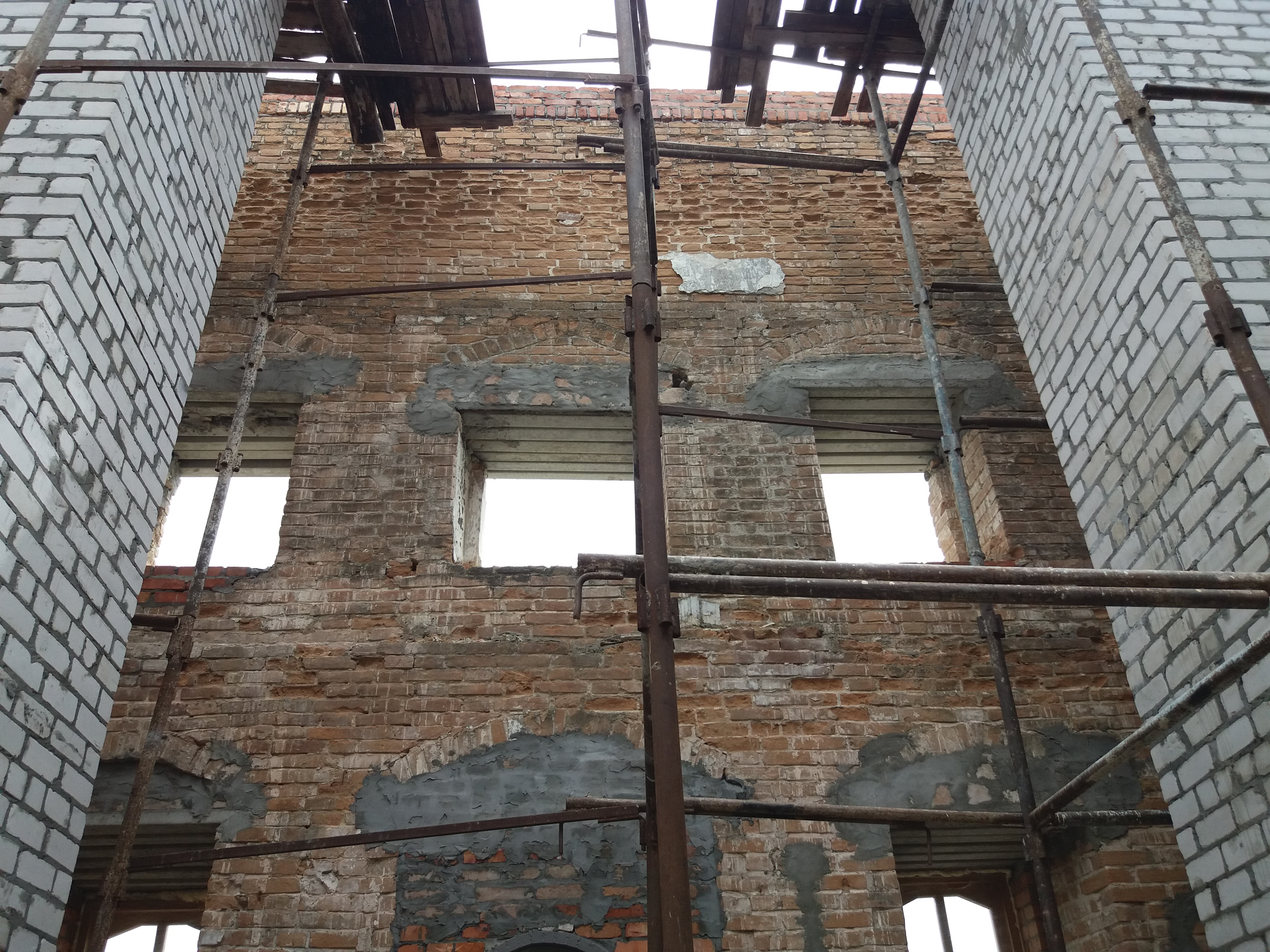
Риштування (червень 2019)